# Theodor Holmskjold
Johan Theodor Holmskjold (jusqu'en 1781: Holm), ou Holmskiold, né le 14 juin 1731 à Nyborg (Danemark) et mort le 15 septembre 1793 à Copenhague, est un botaniste et haut fonctionnaire danois du XVIIIe siècle.

## Biographie
Theodor Holmskjold est l'aîné des huit enfants de Nicolai Holm, chirurgien, et de son épouse, née Catherine von Lengerchen. Il reçoit sa première instruction à la maison paternelle, puis entre à l'université de Copenhague. Il fait son Grand Tour en Europe avec le professeur Christen Friis Rottbøll, ancien élève de Carl von Linné. Ils visitent plusieurs universités en Allemagne, aux Pays-Bas et en France, où le jeune homme suit des cours de botanique. À Leyde et à Paris, il constitue un herbier. En 1760, il termine l'université et devient médecin. Il est nommé professeur de médecine et d'histoire naturelle à l'académie de Sorø (Academia Sorana) en 1762. Il y fonde un jardin botanique, mais il démissionne trois ans plus tard avec une pension. Il abandonne sa carrière  médicale et se consacre à la botanique et à diverses fonctions administratives: il est directeur des postes en 1767, charge qu'il occupe jusqu'à sa mort, secrétaire de cabinet de la reine Juliane, à partir de 1772, qu'elle tient en haute estime. Grâce à ses bonnes relations avec la cour, il devient en 1779 le premier directeur en chef de la manufacture royale de porcelaine (Royal Copenhagen) qu'il avait fondée en 1775 avec le minéralogiste Franz Heinrich Müller, le roi en étant le propriétaire. Il est nommé avec le professeur Rottboell codirecteur du jardin botanique de Charlottenborg, en 1778. Il est anobli par le roi, sous le nom de Holm de Holmskiold (ou Holmskjold) en 1781. Il est également fait chevalier de l'ordre de Dannebrog, maréchal de la cour en 1782 et conseiller secret en 1784.
De 1790 à 1796 est publiée en deux volumes son encyclopédie sur les champignons, intitulée Beata ruris otia fungis danicis impensa qui contient soixante-quatorze planches illustrées, chacune décrivant une espèce différente, dont cinquante-deux sont décrites pour la première fois.
Il meurt à Copenhague à l'âge de soixante-et-un ans.

## Illustrations
Planches issues de Beata ruris ostia fungis danicis impensa

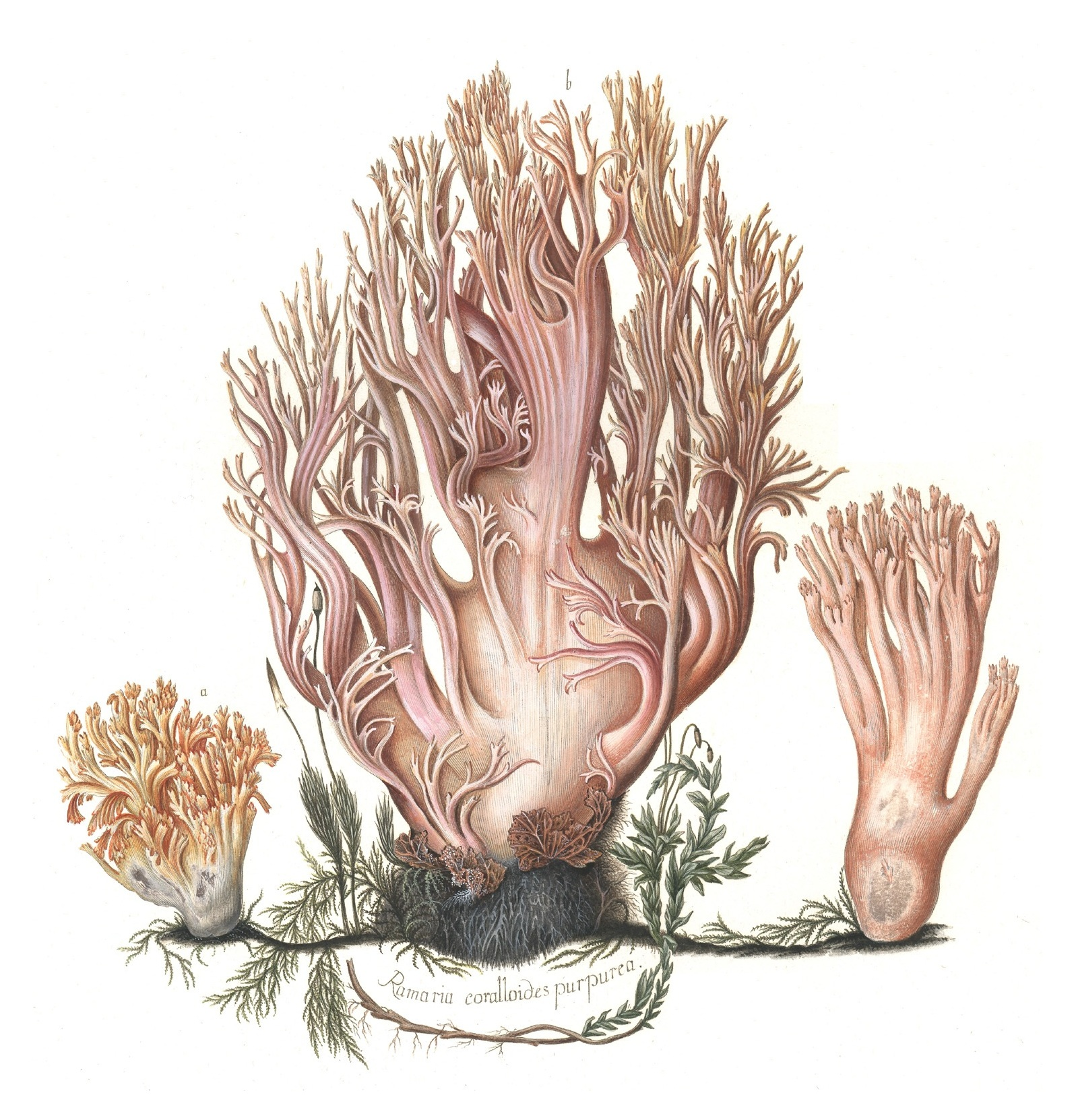
Ramaria coralloides purpurea
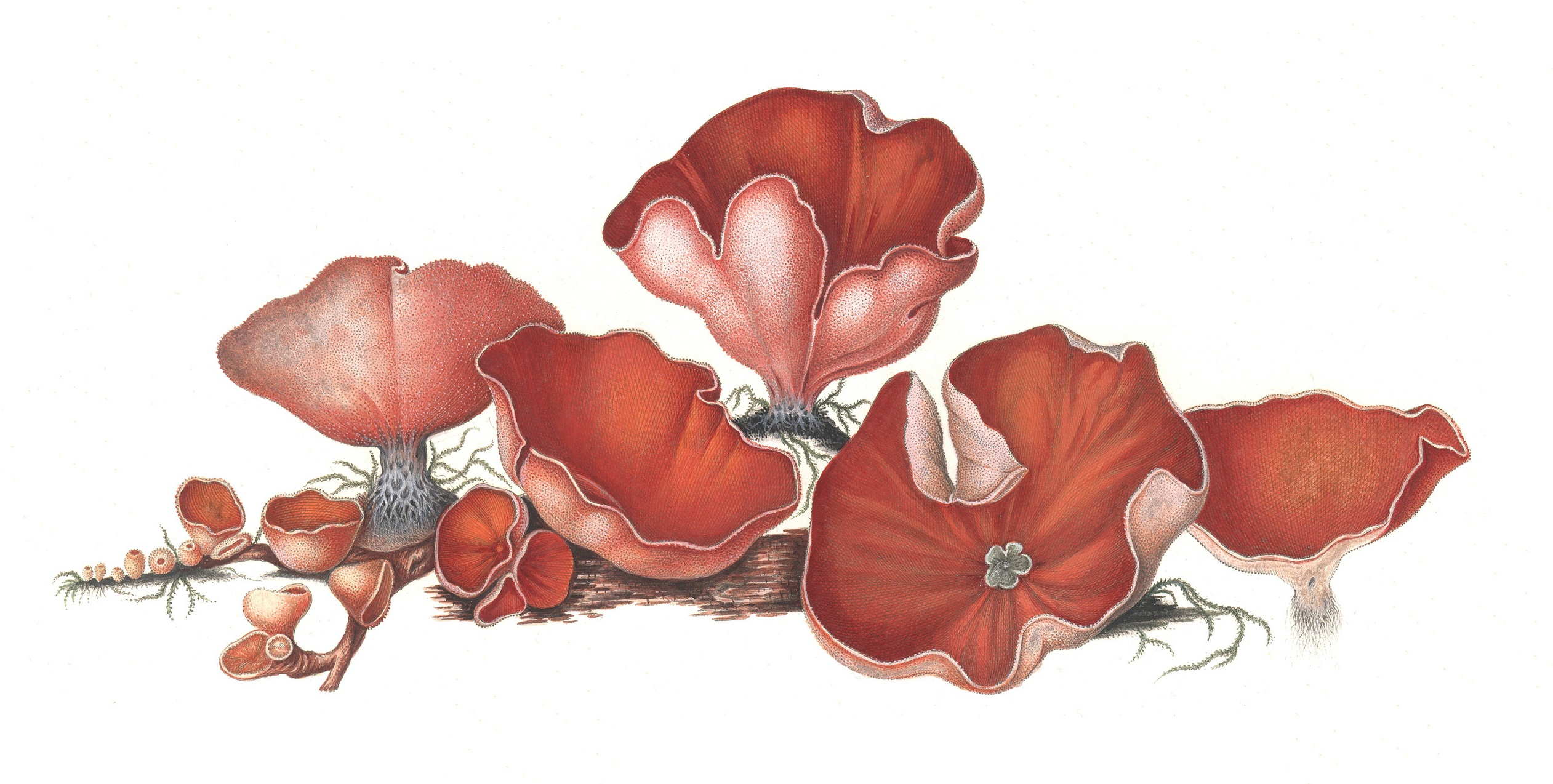
Peziza dichroa
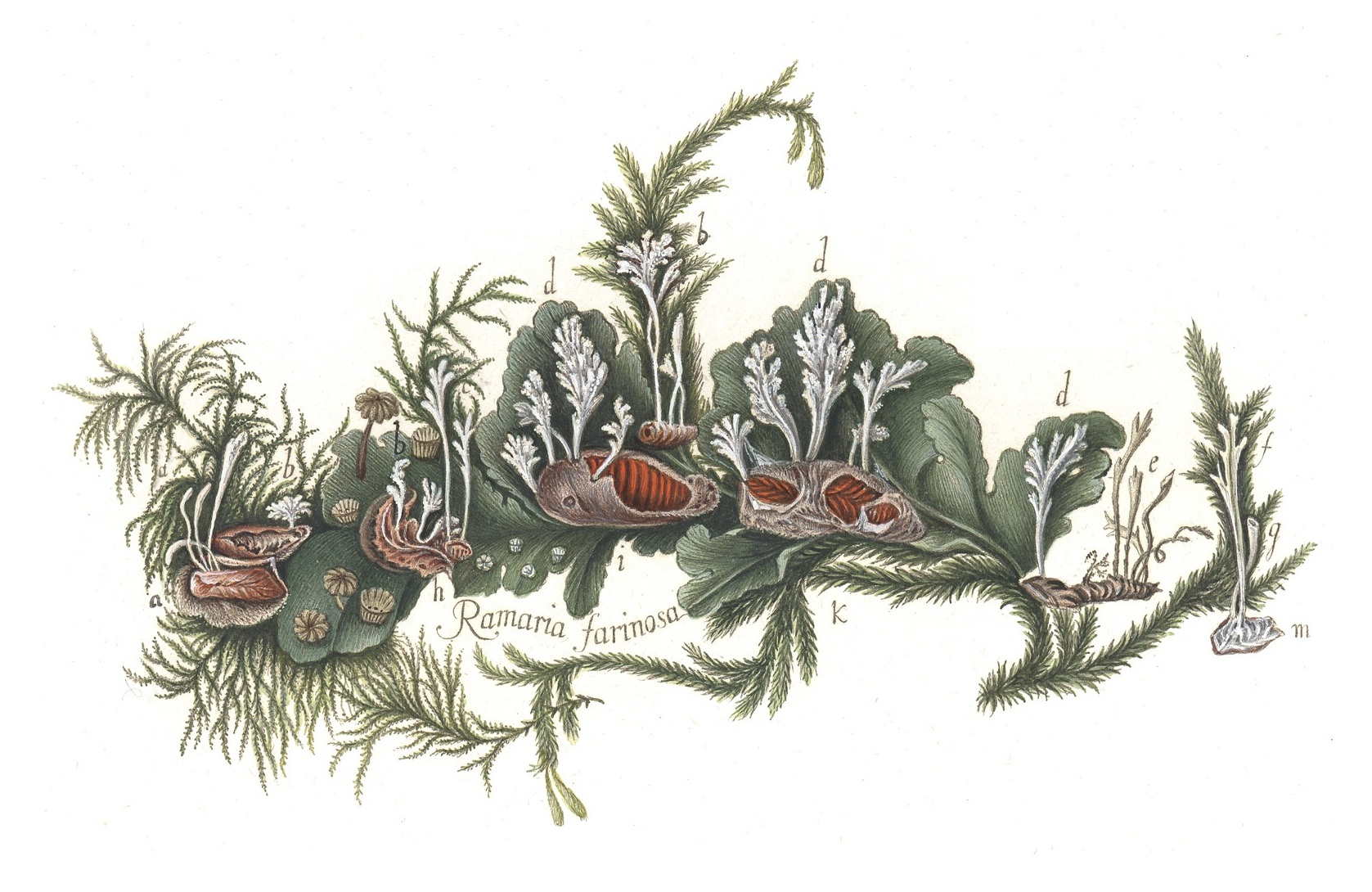
Ramaria farinosa
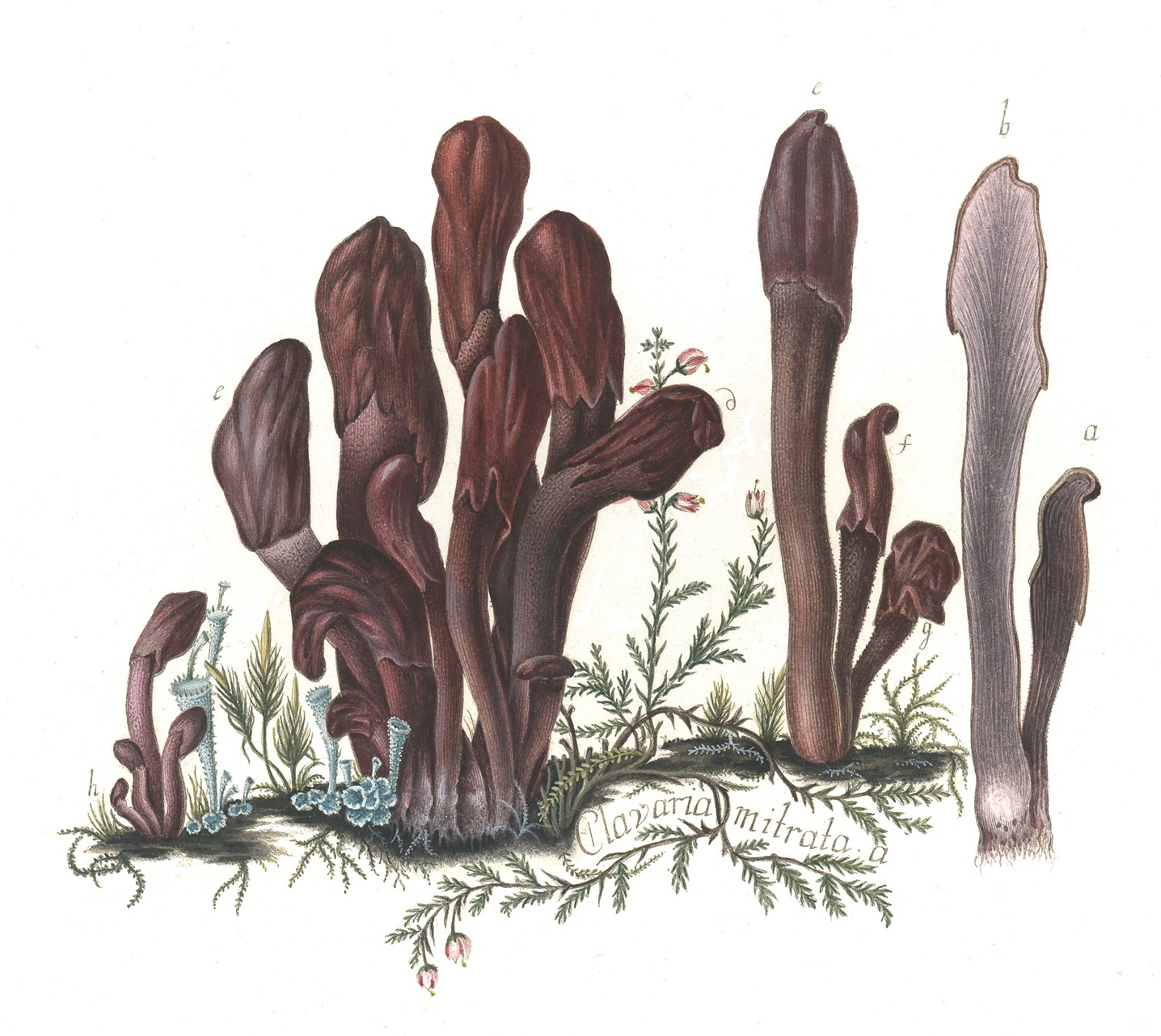
Clavaria mitrata

## Hommages

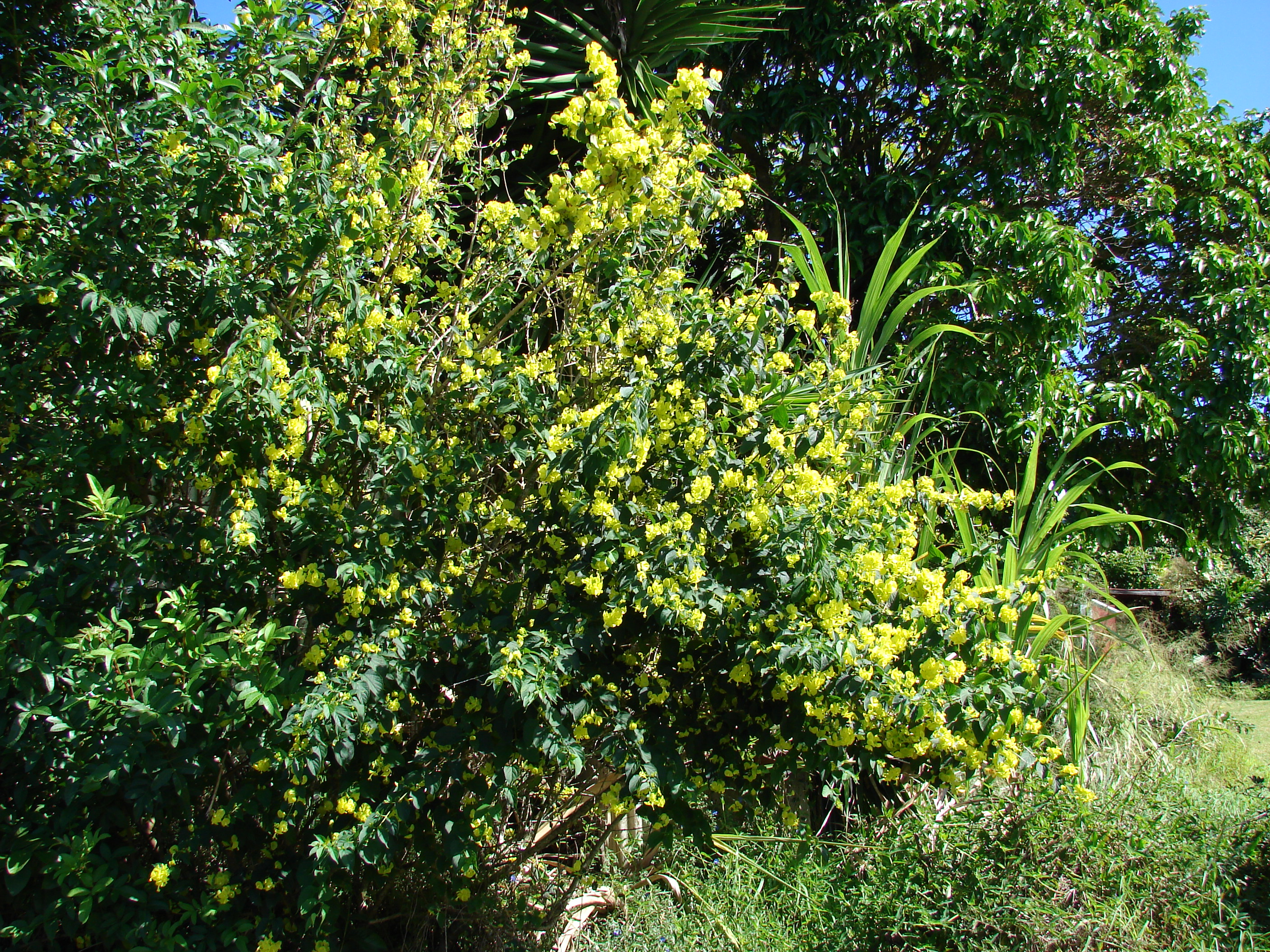
Holmskioldia sanguinea à Maui

- (Lamiaceae) Holmskioldia Retz.[3]

## Quelques œuvres
- Holmskjold, T. (1790—1799), Beata ruris otia fungis danicis, 2 vol.
- Holmskjold, T.; Persoon, C.H. (1797), Coryphaei clavarias ramariasque, 239 pp.